# سیارک ۸۶۸۶
سیارک ۸۶۸۶ (به انگلیسی: 8686 Akenside، نامگذاری:1992OX1) هشت هزار و ششصد و هشتاد و ششمین سیارک کشف شده‌است که در ۲۶ ژوئیه ۱۹۹۲ کشف شد.
قدر مطلق سیارک برابر ۲۱.۴ است.